# 中古印度-雅利安語
中古印度-雅利安語言是印度-雅利安語的早期中世紀方言，是上古方言如梵語的后代，是后期中世紀語言如  或 Abahatta 的祖先，并最終演化成當代印度-雅利安語言，包括印度斯坦語、奧利亞語、孟加拉語和旁遮普語。術語“俗語”(Prakrit)經常用於這些語言（prakrita 字面上的意思是“天然”的，相對於梵語 sanskrita，它的字面意思是“構造”的或“優雅”的）。現代學者比如 Shapiro 追隨這種分類，包括了所有中古印度-雅利安語言在“俗語”的范疇內，而其他學者強調這些語言的獨立發展，它們經常由社會和地理的不同而從梵語分離出來。

## 歷史
印度-雅利安語通常被分派為三個主要群組 - 上古(OIA)、中古(MIA)和新近(NIA)，這是按語言學而非嚴格年代做的分類，因為古典梵語與中古印度各種土語是共存的。并且它們在構詞和詞匯特上的一些征表露了它們不是作為“古典”梵語的主要基礎的梨俱吠陀梵語的直接延續的事實；儘管有很多相似性，它們卻是從在某些方面不同於甚至更加古老於梨俱吠陀的方言演生而來的。
中古印度-雅利安語階段被認為跨越了在公元前600年到公元1000年的時段，并經常被分成三或四個主要細分。早期階段由阿育王(約公元前250年)題刻和巴利語來代表。中間階段由各種書面俗語比如馬哈拉施特拉俗語、索拉塞那俗語和摩揭陀俗語來代表，晚期階段由公元六世紀和后來的  方言來代表，它們是早期現代印度-雅利安語(例如布拉吉語(Brij Bhasha))的前身。
最古老的 MIA 語言是在一方面的阿育王題刻的俗語，和在另一方面的巴利語和半摩揭陀語(Ardhamagadhi)，二者都是書面語言。上座部佛教傳統一直把巴利語作為古代摩揭陀語的同義詞；在巴利語和半摩揭陀語之間有很多顯著的相似性，半摩揭陀語是保存在古代耆那教經典中的古老形式的摩揭陀語。半摩揭陀語同巴利語在類似要點上不同於阿育王題刻的東部俗語。例如，半摩揭陀語也不把  變更為 ，并且在名詞變格中至少在很多押韻的地方顯示了結尾  而非東部俗語的 。這種相似性不是偶然的，因為耆那教的第24代祖師大雄和釋迦牟尼佛在相同的地域(摩揭陀國)傳教。

## 音系和構詞
MIA 語言，儘管各自不同，共享的音系和構詞上的特性把它們刻畫為上古印度-雅利安語平行后代。下面是 MIA 音系的各種典型語音變更：
1. 元音流音  和  替代為 、 或 。
2. 雙元音  和  單元音化為  和 。
3. 在兩個或更多輔音前的長元音縮短。
4. OIA 的三個咝擦音簡化為要么  要么 。
5. OIA 的常見複雜輔音簇簡化為更加容易發音的形式，要么通過同化要么通過分化。
6. 單一的元音間塞音日益弱化。
7. 齒音被隨后的  所腭音化。
8. 除了  的所有詞尾輔音都除掉，除非它們在“連音”結合中保留。

這些語言的構詞系統的最顯著特征是：雙數消失；輔音詞幹的 thematic 化；  和  形式合并在一個  變格中；與格消失，它的功能被屬格接管，在一個變形范例（paradigm）中同時使用不同格詞尾；采用  和  為屬格，  和  為工具格；中間語態逐漸消失；基於現在時詞幹的歷史和新的動詞形式共存；和對被動語態使用主動語態詞尾。在詞匯上，MIA 語言很大程度上依賴於上古印度-雅利安語，增加了（經常）無確定起源的所謂的詞。 

## 創新
中古印度-雅利安語言的一個創新是演化成現代北印度語言如印地語中的複合動詞的連續動詞構造。例如 भाग जा“go run”意味著逃跑，पका ले“take cook”意味著為自己做飯，而 पका दे“give cook”意味著為某人做飯。次要動詞限制了主要動詞的意義或者向它增加一層意義漸變(shade)。 后來次要動詞進一步文法化為輕動詞，主要用來為主要動詞傳達詞法體差異。

## 阿育王俗語

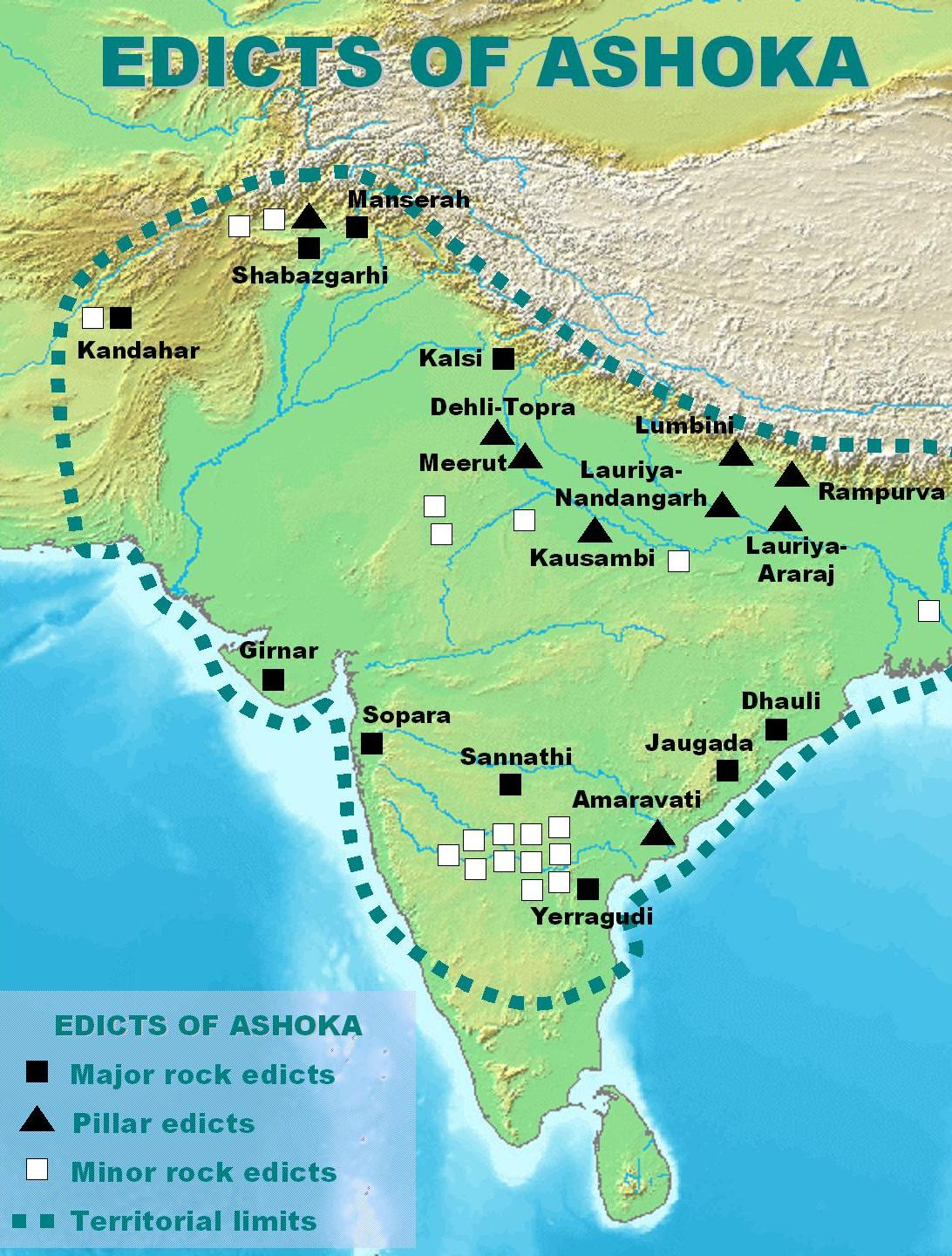
阿育王敕令分布圖。

一般的說，阿育王題刻的俗語代表了 MIA 的早期階段，比如元音間輔音的濁化和省略只偶爾發生，保留了一些在后期俗語中消失了的古老特征，比如現在時和現在分詞的為己語態()動詞形式。在通過同化和插音()的輔音群轉變方面，特別是它的西部和西北部方言比后期俗語的文獻和題刻要更少發展。阿育王俗語在整體上(特別是  和  石刻的西部方言)比其他文學形式的 MIA 更加密切類似於巴利語。阿育王婆羅米文題刻把長輔音也寫為單一字母，此外西北部的佉盧文不區分長短元音。
整體上，阿育王題刻可以分為三種方言，東部方言，西部方言和西北部方言。

### 東部方言
東部方言題刻發現於孔雀帝國首都  和  等地方。其顯著特征有：
1. 梵語的三個噝擦音都用  表示。
2. 梵語的  和  都用  表示。
3. 梵語的鼻音  都用  表示。
4. 梵語的  變為了 。
5. 輔音群比其他方言有更頻繁的插音轉變。
6. 梵語的詞尾  變成 。
7. 方位格單數陽性/中性結尾於 (由來自 )。
8. 為己語態的現在分詞經常結尾於 。

### 西部方言
西部方言題刻只發現於  和 。其顯著特征有：
1. 梵語的三個噝擦音都用  表示。
2. 梵語的  和  都保留了。
3. 梵語的鼻音  都保留了。
4. 梵語的  變為了  (偶爾變為 )。
5. 很多輔音叢保留了，特別是涉及半元音的( 等)。梵語的  和  有時反映為反常組合  (寫為 ）。
6. 梵語的詞尾  變成 。
7. 方位格單數陽性/中性結尾於  或 。
8. 動名詞結尾於 (寫為 )。

### 西北部方言
西北部方言題刻發現於  和 。現在叫做犍陀羅語，其顯著特征有：
1. 梵語的三個噝擦音都保留了。
2. 梵語的  和  都保留了。
3. 梵語的鼻音  都保留了。
4. 梵語的  明顯的以特殊字符的形式保留了。有各種轉寫   。其準確音值不能確定。
5. 很多輔音叢保留了，特別是涉及  的。后來經常出現插音。特殊發展有  變為 ， 和 (在方位格單數的時候)變為 。
6. 梵語的詞尾  在  表示為 ，在  經常表示為 。
7. 方位格單數結尾於  或 。
8. 將來時詞綴是 。

## 中期俗語
俗語變成為書面語言，一般由以剎帝利種姓為標識的國王們所贊助，但是被婆羅門正統認為是非法的。俗語的最早的廣泛使用是在印度孔雀帝國皇帝阿育王的題刻集中。而各種俗語也關聯於不同的贊助王朝，不同的信仰和不同的文學傳統，它們在任何時候都不是在任何印度地域內的日常“母語”。
有三種戲劇俗語 - 索拉塞那俗語、摩揭陀俗語、馬哈拉施特拉俗語。加上耆那俗語每個都代表印度史上一種不同的文學傳統。其他俗語在古老的歷史資料中也有所報告，但都不再用於講話(比如毘舍遮語)。
使用術語“戲劇”是因為這些語言的主要記錄是在梵語戲劇的次要人物的講話中。它們總是伴有梵語翻譯，因此是追蹤印度-雅利安語發展史的有用資源。
- 摩訶剌侘俗語用於古代西南印度，后來演化成了南印度-雅利安諸語言，包括馬拉地語和孔卡尼語。
- 首罗犀那（蘇羅娑）俗語用於古代西北印度，后來演化成了中印度-雅利安諸語言，比如印地語、烏爾都語和旁遮普語。
- 摩揭陀俗語（巴利语）用於古代東印度，后來演化成了東印度-雅利安諸語言，包括孟加拉語、阿薩姆語、奧里亞語和比哈爾語(博杰普爾語、現代摩揭陀語、邁蒂利語等)，和其他一些語言。

### 摩訶剌侘俗語
語是俗語中間階段的最高級方言。文法家們稱之為最優秀的俗語和“標準”俗語。它有如下顯著特征：
1. OIA 的三個噝擦音合并為一個齒噝擦音 。
2. 所有元音間清塞音都濁音化和擦音化。結果的濁擦音最終減弱為零。類似的，所有送氣濁塞音都擦音化，并最終失去它們的輔音成份而保留為送氣音段 。元音間濁卷舌塞音不經歷擦音化。
3. OIA 的詞尾  變為 。

### 蘇羅娑俗語
語有如下顯著的語音和構詞特征：
1. OIA 的三個噝擦音合并為一個齒噝擦音 。
2. 像  一樣，元音間塞音都減弱為零，除了濁齒塞音(普通和送氣二者)例外，不管它是最初的還是從清輔音引發出來的  > 。
3. 像  一樣，OIA 的詞尾  變為 。

### 摩揭陀俗語
語有如下顯著語音特征：
1. OIA 的三個噝擦音合并為一個硬腭噝擦音 。
2. OIA 的兩個流音  和  合并為一個 。
3. 像  一樣，元音間塞音都減弱為零(除了濁齒塞音例外)。但是在  中擦音化的環境也包括濁硬腭塞擦音(普通和送氣二者)。

### 耆那俗語
早期的耆那教經典采用的是半摩揭陀語。耆那俗語有如下顯著特征：
1. 陽性 詞幹的單數主格結尾於 。
2. 詞幹的方位格單數采用代名詞綴 。
3. 所有人稱的過去時的單數後綴都是 ，而其複數後綴都是 。

### 毘舍遮語
語字面意思是“鬼語”，古代文法家記錄了如下顯著特征：
1. OIA 的三個噝擦音合并為一個齒噝擦音 。
2. 濁齒塞音清化。
3. 卷舌鼻音  變為 。
4. 輔音叢  變為長輔音 。

## 
是在俗語之后發展出的語言。現代地方語言從不同的  發展而來。Patanjali 在他的《Mahabhasya》(公元前200年)中首次使用了 。 意味著一種錯訛形式的梵語。梵語發展出了巴利語和俗語。俗語后來發展出了  語言。它的另一個名字是 Avahatta。這個詞起源自梵語詞 Apabhrasta。 大多數耆那宗教語言和成就者們的靈性文學構成自  語言。
羅姆人在公元1世紀從拉賈斯坦、旁遮普、信德和阿富汗遷出。他們講屬于西部印度的  語言。他們在公元12世紀散布到了西方國家。

## 引用
1. ↑  Hammarström, Harald; Forkel, Robert; Haspelmath, Martin; Bank, Sebastian (编). . . Jena: Max Planck Institute for the Science of Human History. 2016.
2. ↑  Shapiro, Michael C. Hindi. Facts about the world's languages: An encyclopedia of the world's major languages, past and present. Ed. Jane Garry, and Carl Rubino: New England Publishing Associates, 2001.
3. ↑  Shapiro, Hindi.
4. ↑  Oberlies, Thomas,  Aśokan Prakrit and Pali （页面存档备份，存于）. The Indo-Aryan Languages
Ed. George Cardona, Dhanesh Jain: Routledge Language Family Series, 2003.
5. ↑  Oberlies, Thomas,  Aśokan Prakrit and Pali. The Indo-Aryan Languages
Ed. George Cardona, Dhanesh Jain: Routledge Language Family Series, 2003.
6. ↑  Shapiro, Hindi.
7. ↑  Richard Salomon, Indian epigraphy: a guide to the study of inscriptions in Sanskrit, Prakrit and Other Indo-Arian languages （页面存档备份，存于）
8. ↑  Vit Bubenik, Prākrits and Apabhraṃśa. The Indo-Aryan Languages Ed. George Cardona, Dhanesh Jain: Routledge Language Family Series, 2003.
9. ↑  Devendra Kumar Jain, Apabhramsa Bhasa aur Sahitya, Bhartiya Jnanapitha Prakashan, 1966, Calcutta, India.
10. ↑  P.D.Gune, An Introduction to Comparative Philology, Poona Oriental BookHouse, 1959, Poona, India.
11. ↑  BPT Vagish Shastri, Bundelkhand Ki Prachinta, Vidvad Gosthi, 1965, Varanasi, India.
12. ↑  R.A.Pandey and R.N. Mishra, Pali Prakrat-Apabhramsa Sangraha, Vishwavidyalaya Prakashan, 1968, Varanasi, India
13. ↑   Vagish Shastri, Gypsy language and grammar, Vol XXI, Yogic Voice Consciousness Institute, 2004, Varanasi, India